# 嵜本正和
嵜本 正和（さきもと まさかず、2月14日 - ）は、日本の男性声優。広島県出身。TALENTUM所属。
かつてはオフィスCHK、ウィングウェーヴに所属していた。
2024年9月1日、TALENTUMに移籍。

## 出演

### テレビアニメ
- MAJOR 4th season（内村、シュレット、捕手）

### Webアニメ
- 声優刑事（悪党）

### ゲーム
- 桜蘭高校ホスト部（豪徳寺由綱）
- スペクトラルジーン（オラシオン）
- 蝶々事件ラブソディック
- 天涯ニ舞ウ、粋ナ花
- BAD APPLE WARS（エニシ[4]）
- 薔薇に隠されしヴェリテ（ヴェルモン神父[5]）
- 緋色の欠片シリーズ（ツヴァイ）
  - 緋色の欠片 DS
  - 緋色の欠片 ポータブル
  - 緋色の欠片 愛蔵版
  - 緋色の欠片〜あの空の下で〜
- 雷子（黄蓋、韓当、程普）
- ラストバレット（響敬一郎）
- 百英雄伝 (ダルトン、クレイグ[6]）

### CD
- 戦國ストレイズ（家来一）
- 月宿る
- 緋色の欠片キャラクターソングCD vol.4「アイン」
- 緋色の欠片キャラクターソングCD vol.5「ツヴァイ」

### 吹き替え
- キングコング:髑髏島の巨神（ニュース男1[7]）
- クリミナル・マインド FBI行動分析課
- 戦場のレクイエム
- ダーク・ウォーター
- ハイウェイマン 特別編
- BONESシーズン4 #7（チャック）
- ブルータリスト

### ナレーション
- BS世界のドキュメンタリー「中国商魂 "新市場"アフガニスタンに挑む」（2023年8月29日、NHK BS1）

### ボイスオーバー
- 何でもカットマン〜断面からみる驚異の世界〜（バド・ケリー）